# Stefan Küng
Stefan Küng (Wil, 16 november 1993) is een Zwitsers-Liechtensteinse baan- en wegwielrenner die anno 2024 rijdt voor Groupama-FDJ.

## Biografie
Nadat hij als junior goede resultaten boekte, maakte hij in 2012 de overstap naar de beloften. Hij stapte in 2013 over naar BMC Development Team, het opleidingsteam van BMC Racing Team. Tijdens het Wereldkampioenschap baanwielrennen van 2013 wist hij tijdens het onderdeel achtervolging een verrassende derde plaats te bemachtigen na Michael Hepburn en Martyn Irvine. Een jaar later tijdens het WK wist hij nog één plek beter te doen, hij werd tweede achter de Australiër Alexander Edmondson. Later in dat WK reed hij samen met Théry Schir ook nog naar een derde plek in de ploegkoers.
In 2014 brak hij ook op de weg door. In de Ronde van Normandië eind maart won hij de proloog, in de overige etappes presteerde hij constant. Uiteindelijk won hij het eindklassement met vier seconden voorsprong op Benoît Jarrier. In voorbereiding op Europese kampioenschappen won hij de Flèche Ardennaise, en won werd hij tweede tijdens de Zwitserse kampioenschappen tijdrijden achter Fabian Cancellara. Op het EK zou hij uiteindelijk zowel de weg- als tijdrijdtitel winnen. Door zijn goede prestaties tekende hij eind 2014 een tweejarig contract bij het World tour-team BMC Racing Team.
De wereldkampioenschappen op de baan waren Küngs eerste doel in 2015. Hij won er zijn eerste wereldtitel in de achtervolging, ditmaal voor de Australiër Jack Bobridge en Julien Morice uit Frankrijk. Dat jaar mocht hij nog 2 maal het zegegebaar maken, een eerste maal in de Volta Limburg Classic en een tweede maal tijdens de 4de etappe van deRonde van Romandië. Beide overwinningen kwamen tot stand na een indrukwekkende solo.
Voor zijn volgende individuele overwinning was het wachten tot 2017. Hij slaagde erin om zijn kunstje uit 2015 te herhalen en won voor de 2de maal in zijn carrière een etappe in de Ronde van Romandië. Hij toonde zijn tijdritcapaciteiten door zowel de Zwitserse tijdrittitel en de tijdrit in de BinckBank Tour te winnen.
In 2022 reed Küng een zeer sterk klassiek voorjaar met een derde plaats in de E3 Saxo Bank Classic, een zesde plaats in Dwars door Vlaanderen, een vijfde plek in de Ronde van Vlaanderen, een achtste plek in de Amstel Gold Race en een derde in Parijs-Roubaix.

## Baanwielrennen

### Palmares
| Jaar | ZK                                       | EK                                   | WK                         | Overig          |
| ---- | ---------------------------------------- | ------------------------------------ | -------------------------- | --------------- |
| 2011 | Ploegkoers                               |                                      |                            | UIV Cup: Zurich |
| 2012 |                                          |                                      |                            |                 |
| 2013 | Achtervolging                            |                                      | Achtervolging              |                 |
| 2014 |                                          |                                      | Achtervolging · Ploegkoers |                 |
| 2015 | Achtervolging · Puntenkoers · Ploegkoers | Achtervolging · Ploegenachtervolging | Achtervolging              |                 |

## Wegwielrennen

### Overwinningen
2011
3e etappe Tour du Pays de Vaud
 Zwitsers kampioen tijdrijden, Junioren
2013
Ronde van Belvedere
 Tijdrit op de Spelen van de Kleine Staten van Europa
 Zwitsers kampioen tijdrijden, Beloften
2014
Proloog Ronde van Normandië
Eind- en jongerenklassement Ronde van Normandië
Ardense Pijl
 Europees kampioen tijdrijden, Beloften
 Europees kampioen op de weg, Beloften
2015
Volta Limburg Classic
4e etappe Ronde van Romandië
 UCI Ploegentijdrit in Richmond
2016
5e etappe (ploegentijdrit) Eneco Tour
2017
1e etappe (ploegentijdrit) Ronde van Valencia
1e etappe (ploegentijdrit) Tirreno-Adriatico
2e etappe Ronde van Romandië
Puntenklassement Ronde van Romandië
 Zwitsers kampioen tijdrijden, Elite
2e etappe (individuele tijdrit) BinckBank Tour
2018
1e etappe (ploegentijdrit) Ronde van Zwitserland
9e etappe (individuele tijdrit) Ronde van Zwitserland
 Zwitsers kampioen tijdrijden, Elite
2e etappe (individuele tijdrit) BinckBank Tour
2019
3e etappe (individuele tijdrit) Ronde van de Algarve
2e etappe Ronde van Romandië
 Zwitsers kampioen tijdrijden, Elite
Ronde van de Doubs
1e etappe deel b (individuele tijdrit) Ronde van Slowakije
2020
 Zwitsers kampioen tijdrijden, Elite
 Europees kampioen tijdrijden, Elite
 Zwitsers kampioen op de weg, Elite
2021
4e etappe (individuele tijdrit) Ronde van Valencia
Eindklassement Ronde van Valencia
1e etappe (individuele tijdrit) Ronde van Zwitserland
 Zwitsers kampioen tijdrijden, Elite
 Europees kampioen tijdrijden, Elite
Chrono des Nations
2022
4e etappe (ITT) Ronde van Poitou-Charentes
Eindklassement Ronde van Poitou-Charentes
 Wereldkampioen gemengde ploegenestafette
Chrono des Nations
2023
5e etappe (ITT) Ronde van de Algarve
1e etappe (ITT) Ronde van Zwitserland
 Wereldkampioen gemengde ploegenestafette
2024
 Zwitsers kampioen tijdrijden, Elite
21e etappe Ronde van Spanje
 Europees kampioenschap tijdrijden, Elite
Chrono des Nations

### Resultaten in voornaamste wedstrijden
| Jaar | Ronde van Italië | Ronde van Frankrijk | Ronde van Spanje |
| ---- | ---------------- | ------------------- | ---------------- |
| 2015 | opgave           |                     |                  |
| 2016 | 60e              |                     |                  |
| 2017 |                  | 79e                 |                  |
| 2018 |                  | 53e                 |                  |
| 2019 |                  | 96e                 |                  |
| 2020 |                  | opgave              |                  |
| 2021 |                  | 49e                 |                  |
| 2022 |                  | 33e                 |                  |
| 2023 | opgave           | 54e                 |                  |
| 2024 |                  | opgave              | 39e (1)          |
| 2025 |                  |                     |                  |

| Jaar | Milaan-San Remo | Gent-Wevelgem | Ronde van Vlaanderen | Parijs-Roubaix | Amstel Gold Race | E3 Saxo Classic | Dwars door Vlaanderen | Strade Bianche |  | WK op de weg |  | Wereldranglijsten |
| ---- | --------------- | ------------- | -------------------- | -------------- | ---------------- | --------------- | --------------------- | -------------- |  | ------------ |  | ----------------- |
| 2015 |                 |               |                      | 63e            |                  |                 | 43e                   |                |  |              |  | 166e (UWT)        |
| 2016 |                 |               | 60e                  | 41e            |                  | 31e             | 24e                   |                |  | 38e          |  | 490e (UWR)        |
| 2017 |                 | 82e           | 41e                  | opgave         |                  |                 | 17e                   | 15e            |  | 44e          |  | 103e (UWT)        |
| 2018 |                 | 64e           | 55e                  | opgave         |                  | 10e             | 75e                   | 16e            |  |              |  | 102e (UWT)        |
| 2019 | 59e             | 16e           | 44e                  | 11e            |                  | 56e             | 42e                   | 15e            |  | ↑            |  | 50e (UWR)         |
| 2020 | 52e             | 5e            | 102e                 |                |                  |                 |                       | 14e            |  |              |  | 23e (UWR)         |
| 2021 |                 | 6e            | 44e                  | opgave         |                  | 20e             | 63e                   | 31e            |  | 41e          |  | 26e (UWR)         |
| 2022 |                 | 36e           | 5e                   | ↑              | 8e               | ↑               | 6e                    |                |  | 20e          |  | 7e (UWR)          |
| 2023 |                 | 52e           | 6e                   | 5e             |                  | 6e              | 23e                   |                |  | 5e           |  | 23e (UWR)         |
| 2024 | 23e             | 14e           | 41e                  | 5e             | 29e              | 16e             | ↑                     |                |  | 37e          |  |                   |
| 2025 |                 |               | 7e                   | 43e            |                  | 6e              | 9e                    |                |  |              |  |                   |

### Resultaten in kleinere rondes
| Jaar | Parijs-Nice | Tirreno-Adriatico | Ronde van Romandië | Critérium du Dauphiné | Ronde van Zwitserland | Eneco/BinckBank Tour |
| ---- | ----------- | ----------------- | ------------------ | --------------------- | --------------------- | -------------------- |
| 2015 |             |                   | 72e (1)            |                       |                       |                      |
| 2016 |             |                   |                    |                       |                       | 79e                  |
| 2017 |             | opgave            | 83e (1)            |                       | 52e                   | 22e (1)              |
| 2018 |             | 106e              |                    |                       | 34e (1)               | 29e (1)              |
| 2019 |             | 68e               | 56e (1)            |                       | 60e                   | 8e                   |
| 2020 | 29e         |                   |                    | 41e                   |                       | ↑                    |
| 2021 |             |                   |                    |                       |                       |                      |
| 2022 |             |                   |                    |                       |                       |                      |
| 2023 | 32e         |                   |                    |                       | opgave (1)            |                      |
| 2024 |             |                   |                    |                       | 63e                   |                      |
| 2025 | 45e         |                   |                    |                       |                       |                      |

(*) tussen haakjes aantal individuele etappe-overwinningen

## Ploegen
- 2015 –  BMC Racing Team
- 2016 –  BMC Racing Team
- 2017 –  BMC Racing Team
- 2018 –  BMC Racing Team
- 2019 –  Groupama-FDJ
- 2020 –  Groupama-FDJ
- 2021 –  Groupama-FDJ
- 2022 –  Groupama-FDJ
- 2023 –  Groupama-FDJ
- 2024 –  Groupama-FDJ
- 2025 –  Groupama-FDJ

## Fanclubs
- Fanclub Stefan Kung (Wil, Zwitersland)[1]
- King Küng Freunde (Moerzeke, België)[2]

Atapuma · Bookwalter · Burghardt · Caruso · De Marchi · Dennis · Dillier · Drucker · Evans · Flakemore · Gilbert · Hermans · Küng · Lodewyck · Moinard · Oss · Phinney · Quinziato · Rosskopf · Sánchez · Schär · Senni · Stetina · Teuns · Van Avermaet · Van Garderen · Velits · Vliegen · Wyss · Zabel · Bohli (stagiair) · Frankiny (stagiair) · Gerts (stagiair)
Atapuma · Bohli · Bookwalter · Burghardt · Caruso · De Marchi · Dennis · Dillier · Drucker · Gerts · Gilbert · Hermans · Küng · Moinard · Oss · Phinney · Porte · Quinziato · Rosskopf · Sánchez · Schär · Senni · Teuns · Van Avermaet  · Van Garderen · Velits · Vliegen · Wyss · Zabel · Eisenhart (stagiair) · Lienhard (stagiair)
Bohli · Bookwalter · Caruso · De Marchi · Dennis · Dillier · Drucker · Elmiger · Frankiny · Gerts · Hermans · Küng · Moinard · Oss · Porte · Quinziato · Roche · Rosskopf · Sánchez · Schär · Scotson · Senni · Teuns · Van Avermaet  · van Garderen · Van Hooydonck · Ventoso · Vliegen · Wyss · Müller (stagiair) · Welten (stagiair)
Bettiol · Bevin · Bohli · Bookwalter · Caruso · De Marchi · Dennis   · Drucker · Frankiny · Gerrans · Küng · Porte · Roche · Roelandts · Rosskopf · Schär · Scotson · Teuns · Van Avermaet  · van Garderen · Van Hooydonck · Ventoso · Vliegen · Wyss
Armirail · Bonnet · Delage · Démare · Duchesne · Frankiny · Gaudu · Geniets · Guarnieri · Hoelgaard · Konovalovas · Küng · Ladagnous · Le Gac · Ludvigsson · Madouas · Molard · Morabito · Pinot · Preidler · Reichenbach · Roux · Sarreau · Scotson · Seigle · Sinkeldam · Thomas · Vaugrenard · Vincent · Brunel (stagiair) · Jerman (stagiair) · Louvel (stagiair)
Armirail · Bonnet · Brunel · Delage · Démare · Duchesne · Frankiny · Gaudu · Geniets · Guarnieri · Gugliemi · Konovalovas · Küng   · Ladagnous · Le Gac · Lienhard · Ludvigsson · Madouas · Molard · Pinot · Reichenbach · Roux · Sarreau · Scotson · Seigle · Sinkeldam · Thomas · Vincent · Davy (stagiair) · Stewart (stagiair)
Armirail · Badilatti · van den Berg · Bonnet · Brunel · Davy · Delage · Démare · Duchesne · Gaudu · Geniets · Guarnieri · Gugliemi · Konovalovas · Küng     · Ladagnous · Le Gac · Lienhard · Ludvigsson · Madouas · Molard · Pinot · Reichenbach · Roux · Scotson · Seigle · Sinkeldam · Stewart · Thomas · Valter
Armirail · Askey · Badilatti · Davy · Démare · Duchesne · Gaudu · Geniets · Guarnieri · Konovalovas · Küng   · Ladagnous · Le Gac · Lienhard · Ludvigsson · Madouas · Molard · Pacher · Penhoët (vanaf 1/8) · Pinot · Reichenbach · Roux · Scotson · Sinkeldam · Stewart · Storer · Valter · van den Berg · Welten
Armirail · Askey · Davy · Démare (tot 31/7) · Gaudu · Geniets · Germani · Grégoire · Konovalovas · Küng · Ladagnous · Le Gac · Lienhard · Madouas · Martinez · Molard · Pacher · Paleni · Penhoët · Pinot · Pithie · Scotson · Stewart · Storer · Thompson · van den Berg · Watson · Welten
Askey · Barthe · Bystrøm · Davy · Gaudu · Geniets · Germani · Grégoire · Gruel (vanaf 1/3) · Konovalovas · Küng · Le Gac · Le Huitouze · Lienhard · Madouas · Martinez · Molard · Pacher · Paleni · Penhoët · Pithie · Rochas · Russo · Sarreau · Thompson · van den Berg · Walls · Watson
- MusicBrainz: ca9085ca-6827-44ba-9bf6-57fe10a05398